# Tmarus
Tmarus är ett släkte av spindlar. Tmarus ingår i familjen krabbspindlar.

## Dottertaxa tillTmarus, i alfabetisk ordning[1]
- Tmarus aberrans
- Tmarus aculeatus
- Tmarus africanus
- Tmarus albidus
- Tmarus albifrons
- Tmarus albisterni
- Tmarus albolineatus
- Tmarus alticola
- Tmarus amazonicus
- Tmarus ampullatus
- Tmarus angulatus
- Tmarus angulifer
- Tmarus aporus
- Tmarus atypicus
- Tmarus australis
- Tmarus bedoti
- Tmarus berlandi
- Tmarus bifasciatus
- Tmarus bifidipalpus
- Tmarus biocellatus
- Tmarus bisectus
- Tmarus borgmeyeri
- Tmarus bucculentus
- Tmarus caeruleus
- Tmarus cameliformis
- Tmarus camellinus
- Tmarus cancellatus
- Tmarus candefactus
- Tmarus candidissimus
- Tmarus caporiaccoi
- Tmarus caretta
- Tmarus caxambuensis
- Tmarus cinerascens
- Tmarus cinereus
- Tmarus circinalis
- Tmarus clavimanus
- Tmarus clavipes
- Tmarus cognatus
- Tmarus comellinii
- Tmarus contortus
- Tmarus corruptus
- Tmarus craneae
- Tmarus cretatus
- Tmarus curvus
- Tmarus decens
- Tmarus decoloratus
- Tmarus decorus
- Tmarus dejectus
- Tmarus digitatus
- Tmarus digitiformis
- Tmarus dostinikus
- Tmarus ehecatltocatl
- Tmarus elongatus
- Tmarus eques
- Tmarus espiritosantensis
- Tmarus estyliferus
- Tmarus fallax
- Tmarus farri
- Tmarus fasciolatus
- Tmarus femellus
- Tmarus floridensis
- Tmarus foliatus
- Tmarus formosus
- Tmarus gajdosi
- Tmarus geayi
- Tmarus gongi
- Tmarus grandis
- Tmarus guineensis
- Tmarus hazevensis
- Tmarus hirsutus
- Tmarus holmbergi
- Tmarus homanni
- Tmarus horvathi
- Tmarus humphreyi
- Tmarus hystrix
- Tmarus impedus
- Tmarus incertus
- Tmarus incognitus
- Tmarus ineptus
- Tmarus infrasigillatus
- Tmarus innotus
- Tmarus innumus
- Tmarus insuetus
- Tmarus intentus
- Tmarus interritus
- Tmarus jabalpurensis
- Tmarus jelskii
- Tmarus jocosus
- Tmarus karolae
- Tmarus komi
- Tmarus koreanus
- Tmarus kotigeharus
- Tmarus lanyu
- Tmarus lapadui
- Tmarus latifrons
- Tmarus lawrencei
- Tmarus levii
- Tmarus lichenoides
- Tmarus littoralis
- Tmarus locketi
- Tmarus longicaudatus
- Tmarus longipes
- Tmarus longqicus
- Tmarus longus
- Tmarus loriae
- Tmarus macilentus
- Tmarus maculosus
- Tmarus makiharai
- Tmarus malleti
- Tmarus marmoreus
- Tmarus menglae
- Tmarus menotus
- Tmarus metropolitanus
- Tmarus milloti
- Tmarus minensis
- Tmarus minutus
- Tmarus misumenoides
- Tmarus montericensis
- Tmarus morosus
- Tmarus mourei
- Tmarus mundulus
- Tmarus mutabilis
- Tmarus natalensis
- Tmarus neocaledonicus
- Tmarus nigrescens
- Tmarus nigridorsi
- Tmarus nigristernus
- Tmarus nigrofasciatus
- Tmarus nigroviridis
- Tmarus ningshaanensis
- Tmarus obesus
- Tmarus oblectator
- Tmarus obsecus
- Tmarus orientalis
- Tmarus pallidus
- Tmarus parallelus
- Tmarus parki
- Tmarus paulensis
- Tmarus pauper
- Tmarus perditus
- Tmarus peregrinus
- Tmarus peruvianus
- Tmarus piger
- Tmarus piochardi
- Tmarus pizai
- Tmarus planetarius
- Tmarus planifrons
- Tmarus planquettei
- Tmarus pleuronotatus
- Tmarus plurituberculatus
- Tmarus polyandrus
- Tmarus posticatus
- Tmarus primitivus
- Tmarus probus
- Tmarus productus
- Tmarus prognathus
- Tmarus projectus
- Tmarus protobius
- Tmarus pugnax
- Tmarus pulchripes
- Tmarus punctatissimus
- Tmarus punctatus
- Tmarus qinlingensis
- Tmarus rainbowi
- Tmarus rarus
- Tmarus riccii
- Tmarus rimosus
- Tmarus rubinus
- Tmarus rubromaculatus
- Tmarus salai
- Tmarus schoutedeni
- Tmarus semiroseus
- Tmarus separatus
- Tmarus serratus
- Tmarus shimojanai
- Tmarus sigillatus
- Tmarus simoni
- Tmarus soricinus
- Tmarus spinosus
- Tmarus srisailamensis
- Tmarus staintoni
- Tmarus stellio
- Tmarus stolzmanni
- Tmarus striolatus
- Tmarus studiosus
- Tmarus taibaiensis
- Tmarus taishanensis
- Tmarus taiwanus
- Tmarus tamazolinus
- Tmarus thorelli
- Tmarus tinctus
- Tmarus tonkinus
- Tmarus toschii
- Tmarus trifidus
- Tmarus trituberculatus
- Tmarus truncatus
- Tmarus tuberculitibiis
- Tmarus unicus
- Tmarus vachoni
- Tmarus variabilis
- Tmarus variatus
- Tmarus verrucosus
- Tmarus vertumus
- Tmarus vexillifer
- Tmarus wiedenmeyeri
- Tmarus villasboasi
- Tmarus viridis
- Tmarus vitusus
- Tmarus yaginumai
- Tmarus yani
- Tmarus yerohamus
- Tmarus yiminhensis